# Rhingia varipennis
Rhingia varipennis är en tvåvingeart som beskrevs av Charles Howard Curran 1931. Rhingia varipennis ingår i släktet näbblomflugor, och familjen blomflugor. Inga underarter finns listade i Catalogue of Life.